# Série mondiale 2016
La Série mondiale 2016 est la 112e série finale des Ligues majeures de baseball. Elle couronne les Cubs de Chicago, champions de la saison 2016 et champions du baseball majeur pour la première fois en 108 ans.
Cette Série mondiale jouée au meilleur de sept parties est disputée du mardi 25 octobre au mercredi 2 novembre 2016. Remportée quatre matchs à trois par les Cubs de Chicago sur les Indians de Cleveland, elle oppose deux équipes historiquement malchanceuses, les deux clubs participants étant ceux privés d'un titre depuis le plus longtemps. Cleveland a savouré son dernier titre en Série mondiale 1948 tandis que les Cubs, qui n'avaient pas joué en Série mondiale depuis 1945, n'avaient pas gagné le titre ultime depuis 1908.
Ben Zobrist des Cubs de Chicago est le joueur par excellence de la Série mondiale.

## Avantage du terrain
L'issue du match des étoiles 2016, disputé le 12 juillet au Petco Park de San Diego détermine quelle ligue, Nationale ou Américaine, obtient l'avantage du terrain pour la Série mondiale 2016. Victorieuse 4-2 dans la partie d'étoiles de mi-saison, la Ligue américaine s'assure que son club champion sera l'hôte des matchs #1 et #2 de la finale, ainsi que des matchs #6 et #7 s'ils s'avèrent nécessaires. C'est la dernière année où l'avantage du terrain en Série mondiale est déterminé par le match d'étoiles, le baseball majeur ayant abandonné cette idée qui eut cours de 2003 à 2016.

## Équipes en présence
Les participants à la Série mondiale 2016 sont les équipes victorieuses des Séries de championnat de la Ligue nationale et de la Ligue américaine, disputées dans les jours d'octobre précédents.

### Cubs de Chicago
Les Cubs de Chicago sont la meilleure équipe du baseball majeur en saison régulière 2016 avec 103 victoires contre 59 défaites. Ils réalisent leur meilleure saison depuis les 104 matchs gagnés lors des saisons 1909 et 1910, et gagnent au moins 100 parties pour la première fois depuis 1935. Chicago occupe le premier rang de la division Centrale de la Ligue nationale tous les jours de la saison sauf un : la 4e journée, où ils se retrouvent brièvement en seconde place. Leurs plus proches poursuivants dans la section Centrale, les Cardinals de Saint-Louis, terminent 17 matchs et demi derrière Chicago. Les Cubs marquent 252 points de plus qu'ils n'en accordent à leurs adversaires et leurs lanceurs partants affichent la meilleure moyenne de points mérités collective (2,96) des majeures. Gagnants de 6 matchs de plus qu'en 2015, les Cubs accèdent aux séries éliminatoires pour le deuxième automne consécutif.
Chicago élimine les Giants de San Francisco trois matchs à un dans leur Série de divisions puis dispose des Dodgers de Los Angeles quatre victoires à deux lors de la Série de championnat 2016 de la Ligue nationale.
Les Cubs accèdent à la Série mondiale pour la première fois depuis 1945, une absence de 71 années qui était la plus longue en cours dans les majeures. Cette très ancienne franchise joue en Série mondiale pour la 11e fois au total depuis le début des Séries mondiales actuelles en 1903. Leurs 10 apparitions précédentes sont survenues entre 1906 et 1945, mais ils n'ont gagné que les Séries mondiales de 1907 et 1908. Cette disette de 108 saisons sans titre est de loin la plus longue de toutes les franchises sportives en Amérique du Nord.

### Indians de Cleveland
Les Indians de Cleveland remportent 94 victoires contre 67 défaites en saison régulière 2016. Forts de leur meilleur total de victoires depuis la saison 2007, ils gagnent 13 matchs de plus qu'en 2015, se qualifient pour les séries éliminatoires depuis leur bref passage comme meilleurs deuxièmes en 2013, et terminent pour la première fois depuis 2007 au premier rang de la division Centrale de la Ligue américaine, où ils devancent par 8 matchs les Tigers de Détroit, le club de seconde place. Les 94 victoires des Indians représentent le second plus haut total de la Ligue américaine en 2016, derrière les 95 des Rangers du Texas.
Pour atteindre la Série mondiale, Cleveland balaie sa Série de divisions en gagnant 3 matchs de suite sur les Red Sox de Boston, puis triomphe des Blue Jays de Toronto quatre victoires à une lors de la Série de championnat 2016 de la Ligue américaine.
Les Indians participent à la 6e Série mondiale de leur histoire. Champions en 1920 et 1948, ils ont perdu la série finale en 1954, 1995 et 1997. Leurs 68 années sans gagner la Série mondiale représentent la plus longue disette du genre parmi les clubs de la Ligue américaine, et la seconde plus longue des majeures après les 108 années sans titre des Cubs de Chicago,, leurs adversaires en 2016. Ces deux clubs ne se sont jamais auparavant affrontés en séries éliminatoires.

## Déroulement de la série

### Calendrier des rencontres
Il s'agit d'une série au meilleur de sept parties. La première équipe à remporter quatre parties de Série mondiale est sacrée championne.
| Match | Date         | Visiteur             | Hôte                 | Score              |
| ----- | ------------ | -------------------- | -------------------- | ------------------ |
| 1     | 25 octobre   | Cubs de Chicago      | Indians de Cleveland | 0 - 6              |
| 2     | 26 octobre   | Cubs de Chicago      | Indians de Cleveland | 5 - 1              |
| 3     | 28 octobre   | Indians de Cleveland | Cubs de Chicago      | 1 - 0              |
| 4     | 29 octobre   | Indians de Cleveland | Cubs de Chicago      | 7 - 2              |
| 5     | 30 octobre   | Indians de Cleveland | Cubs de Chicago      | 2 - 3              |
| 6     | 1er novembre | Cubs de Chicago      | Indians de Cleveland | 9 - 3              |
| 7     | 2 novembre   | Cubs de Chicago      | Indians de Cleveland | 8 - 7 (10 manches) |

### Match 1
Mardi 25 octobre 2016 au Progressive Field, Cleveland, Ohio.
| Cubs de Chicago | 0 | 0 | 0 | 0 | 0 | 0 | 0 | 0 | 0 | 0 | 7  | 0 |
| Indians de Cleveland | 2 | 0 | 0 | 1 | 0 | 0 | 0 | 3 | X | 6 | 10 | 0 |
| Lanceurs partants : CHC : Jon Lester CLE : Corey Kluber Vic. : Corey Kluber (1-0) Déf. : Jon Lester (0-1) HRs: CLE : Roberto Pérez (1, 2) |   |   |   |   |   |   |   |   |   |   |    |   |

### Match 2
Mercredi 26 octobre 2016 au Progressive Field, Cleveland, Ohio.
| Cubs de Chicago                                                                                               | 1 | 0 | 1 | 0 | 3 | 0 | 0 | 0 | 0 | 5 | 9 | 0 |
| Indians de Cleveland                                                                                          | 0 | 0 | 0 | 0 | 0 | 1 | 0 | 0 | 0 | 1 | 4 | 2 |
| Lanceurs partants : CHC : Jake Arrieta CLE : Trevor Bauer Vic. : Jake Arrieta (1-0) Déf. : Trevor Bauer (0-1) |   |   |   |   |   |   |   |   |   |   |   |   |

### Match 3
Vendredi 28 octobre 2016 au Wrigley Field, Chicago, Illinois.
| Indians de Cleveland | 0 | 0 | 0 | 0 | 0 | 0 | 1 | 0 | 0 | 1 | 8 | 1 |
| Cubs de Chicago | 0 | 0 | 0 | 0 | 0 | 0 | 0 | 0 | 0 | 0 | 5 | 0 |
| Lanceurs partants : CLE : Josh Tomlin CHC : Kyle Hendricks Vic. : Andrew Miller (1-0) Déf. : Carl Edwards, Jr. (0-1) Sauv. : Cody Allen (1) |   |   |   |   |   |   |   |   |   |   |   |   |

### Match 4
Samedi 29 octobre 2016 au Wrigley Field, Chicago, Illinois.
| Indians de Cleveland | 0 | 2 | 1 | 0 | 0 | 1 | 3 | 0 | 0 | 7 | 10 | 0 |
| Cubs de Chicago | 1 | 0 | 0 | 0 | 0 | 0 | 0 | 1 | 0 | 2 | 7  | 2 |
| Lanceurs partants : CLE : Corey Kluber CHC : John Lackey Vic. : Corey Kluber (2-0) Déf. : John Lackey (0-1) HRs : CLE : Carlos Santana (1), Jason Kipnis (1) CHC : Dexter Fowler (1) |   |   |   |   |   |   |   |   |   |   |    |   |

### Match 5
Dimanche 30 octobre 2016 au Wrigley Field, Chicago, Illinois.
| Indians de Cleveland | 0 | 1 | 0 | 0 | 0 | 1 | 0 | 0 | 0 | 2 | 6 | 1 |
| Cubs de Chicago | 0 | 0 | 0 | 3 | 0 | 0 | 0 | 0 | X | 3 | 7 | 0 |
| Lanceurs partants : CLE : Trevor Bauer CHC : Jon Lester Vic. : Jon Lester (1-1) Déf. : Trevor Bauer (0-2) Sauv. : Aroldis Chapman (1) HRs : CLE : José Ramírez CHC : Kris Bryant (1) |   |   |   |   |   |   |   |   |   |   |   |   |

Cette victoire est la première des Cubs dans un match de Série mondiale au Wrigley Field depuis le 8 octobre 1945.

### Match 6
Mardi 1er novembre 2016 au Progressive Field, Cleveland, Ohio.
| Cubs de Chicago | 3 | 0 | 4 | 0 | 0 | 0 | 0 | 0 | 2 | 9 | 13 | 0 |
| Indians de Cleveland | 0 | 0 | 0 | 1 | 1 | 0 | 0 | 0 | 1 | 3 | 6  | 0 |
| Lanceurs partants : CHC : Jake Arrieta CLE : Josh Tomlin Vic. : Jake Arrieta (2-0) Déf. : Josh Tomlin (0-1) HRs : CHC : Kris Bryant (2), Addison Russell (1), Anthony Rizzo (1) CLE : Jason Kipnis |   |   |   |   |   |   |   |   |   |   |    |   |

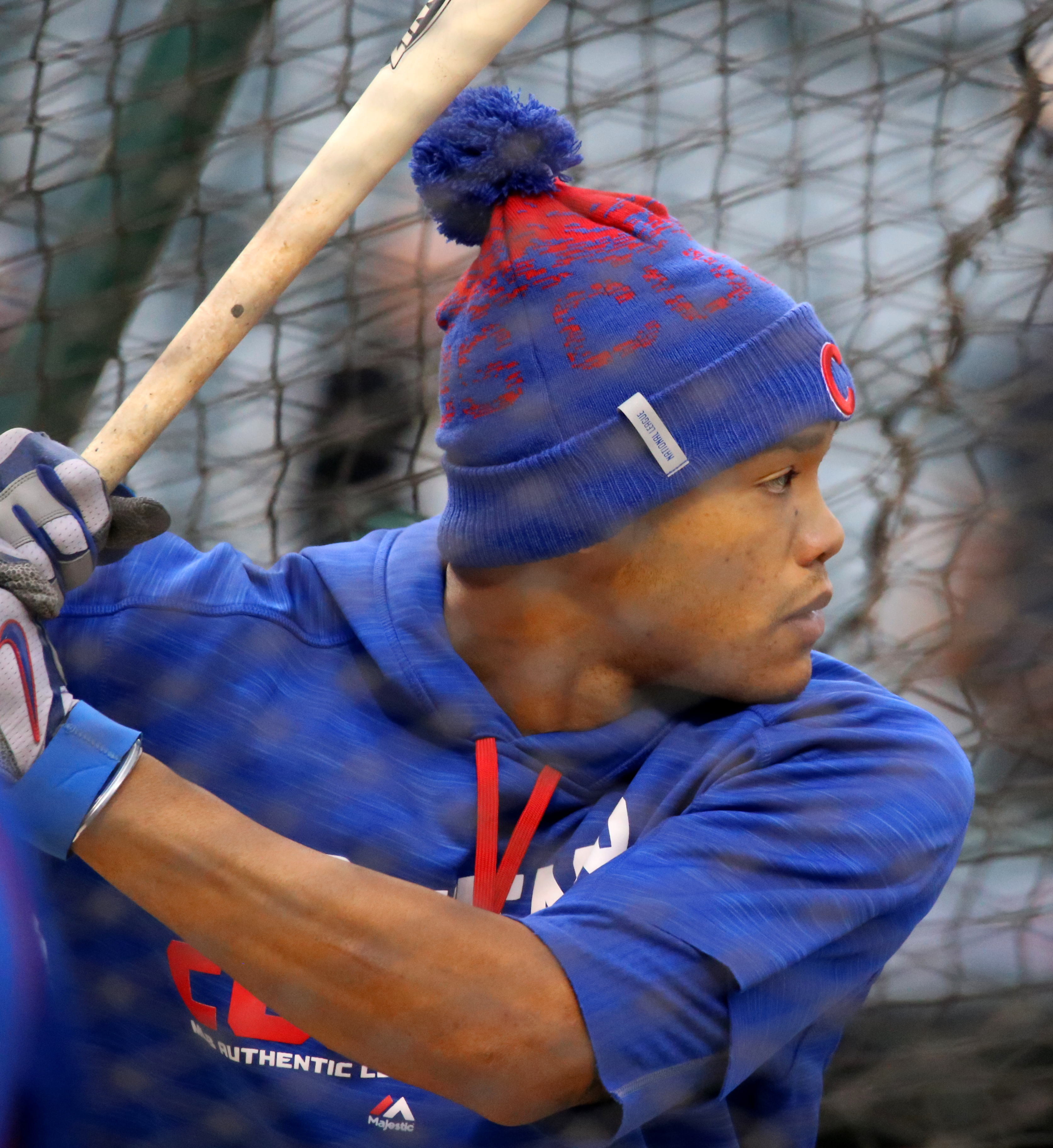
Addison Russell.

Addison Russell est le premier joueur de l'histoire des Cubs à frapper un grand chelem dans les Séries mondiales, et à 22 ans le deuxième plus jeune joueur de l'histoire à réaliser cet exploit après Mickey Mantle (21 ans) des Yankees de New York dans le 5e match de la Série mondiale 1953. C'est aussi le premier grand chelem en finale depuis celui de Paul Konerko pour les White Sox de Chicago dans la seconde rencontre de la Série mondiale 2005. Le circuit réussi par Russell aux dépens de Dan Otero est le 19e grand chelem de l'histoire des Séries mondiales.

### Match 7
Mercredi 2 novembre 2016 au Progressive Field, Cleveland, Ohio.
| Cubs de Chicago | 1 | 0 | 0 | 2 | 2 | 1 | 0 | 0 | 0 | 2 | 8 | 13 | 3 |
| Indians de Cleveland | 0 | 0 | 1 | 0 | 2 | 0 | 0 | 3 | 0 | 1 | 7 | 11 | 1 |
| Lanceurs partants : CHC : Kyle Hendricks CLE : Corey Kluber Vic. : Aroldis Chapman (1-0) Déf. : Bryan Shaw (0-1) Sauv. : Mike Montgomery (1) HRs : CHC : Dexter Fowler (2), Javier Báez (1), David Ross (1) CLE : Rajai Davis (1) |   |   |   |   |   |   |   |   |   |   |   |    |   |